# Dan osvoboditve Nizozemske
Dan osvoboditve je praznik na Nizozemskem, ki ga praznujejo vsako leto 5. maja, v spomin na dan, ko so zahodni zavezniki osvobodili Nizozemsko izpod skoraj 5 let trajajoče nemške okupacije.    
Nizozemsko so osvobodile kanadske sile, britanske pehotne divizije, britanski I. korpus, 1. poljska oklepna divizija, ameriške, belgijske, nizozemske in češkoslovaške čete. Dele države, zlasti jugovzhodne, je osvobodila britanska druga armada s podporo ameriških in poljskih zračnih sil ter francoskih zračnih sil. 5. maja 1945 sta v Hotelu de Wereld v Wageningenu poveljnik I. kanadskega korpusa generalpodpolkovnik Charles Foulkes in vrhovni poveljnik Oberbefehlshaber Niederlande generaloberst Johannes Blaskowitz sprejela dogovor o umiku vseh nemških sil iz ozemlja Nizozemske. Dogovor o kapitulaciji je bil podpisan naslednji dan v dvorani sosednje univerze Wageningen. 
Po osvoboditvi leta 1945 so dan osvoboditve praznovali vsakih pet let. Leta 1990 je bil dan razglašen za državni praznik z namenom, da bi se vsako leto spominjali in praznovali osvoboditev. V večini krajev na Nizozemskem potekajo festivali s paradami in glasbenimi festivali po vsej državi.